# Рысаев, Дамир Ринатович
Дами́р Рина́тович Рыса́ев (род. 22 ноября 1997 года, Стерлитамак, Башкортостан) — российский шашист, бронзовый призёр чемпионата мира по русским шашкам 2024, чемпион России по русским шашкам 2023 года. Гроссмейстер России. Бронзовый призёр командного чемпионата России по международным шашкам (2014, классическая программа).

## Биография
Дамир Ринатович Рысаев родился 22 ноября 1997 года в Стерлитамаке, Башкирия, Россия.
 
Отец — Ринат Мударисович Рысаев.
- Четырёхкратный чемпион Европы:
  - до 19 лет по шашкам-64;
  - до 16 лет – по стоклеточным;
- четырёхкратный чемпион мира по русским шашкам среди юношей.
- Действующий чемпион в группе до 19-ти лет[1]:
  - мира (блиц и быстрые шашки 2015 г.)
  - и Европы (блиц и быстрые шашки 2016 г.).
- Международный мастер.

## Личная жизнь
Проживает в Санкт-Петербурге.

## Тренеры
Первый тренер: ныне покойный Фаткуллин Амир Калеевич.

Тренеры: Амриллаев М. А., Лангина А. Л.

## Цитаты
...советую каждому хотя бы раз прочить роман Дэна Брауна «Ангелы и Демоны»…
Я считаю себя эгоистом и не вижу здесь ничего плохого.Дамир Рысаев